# Kölner Weinmuseum
Das Kölner Weinmuseum in Neustadt-Nord wurde im Jahr 2010 gegründet. Die Themenbereiche des Museums umfassen den Weinanbau, die Kellertechnik und Ausbau der Weine, das Terroir sowie Fakten über Wein. Ein weiterer Punkt ist die Geschichte des Weinanbaus und -handels in Köln. Es ist das einzige Museum seiner Art des Landes Nordrhein-Westfalen. Vorsitzender des Museums ist Markus Wittling, Dipl.-Ing. für Weinbau und Önologie.

## Lage und Beschreibung
Das Museum befindet sich am nördlichen Rande des Kölner Stadtzentrums und liegt in unmittelbarer Nähe der Zoobrücke. Auf dem begehbaren Dach sind in Schräglage etwa 40 Rebsorten, die im reifen Zustand probiert werden können.

## Geschichte
Ursprünglich gründete die Familie Wittling, die heute noch Geschäftsinhaber ist, ein Feinkost- und Lebensmittelgeschäft im Jahr 1928. Seit den 70er Jahren spezialisierte sich der Betrieb auf den Weinhandel und eröffnete schließlich 2010 das Museum als eingetragenen Verein. Im selben Gebäude wie das Weinmuseum befindet sich ebenfalls ein von der Familie Wittling geführtes Weinfachgeschäft.

## Presse
Zur Eröffnung des Weinmuseums schrieb die Seite koeln.de:
„Der Höhepunkt der Anlage ist ein Besuch des Weinberges, der sich auf dem Dach des Gebäudes befindet. Hier gibt es über 40 verschiedene Rebsorten an 720 Rebstöcken zu entdecken (…)“